# قلعة أردشير
قلعة أردشير هي قلعة تاريخية تعود إلى عصر الساسانيون، وتقع في كرمان.